# Mboundel
MBoundel est un village situé dans la région de l'Est du Cameroun, dans le département de la Kadey. 
Il se trouve plus précisément dans l'arrondissement (commune) de Mbang et le quartier de Mbang-ville.

## Population
En 2005, le village compétait 5 109 habitants dont : 2 569 hommes et 2 540 femmes.